# Крістіан Ігнат
Крістіан Ігнат (рум. Cristian Ignat, нар. 29 січня 2003, Кишинів, Молдова) — румунський футболіст, центральний захисник клубу «Рапід» (Бухарест).

## Ігрова кар'єра

### Клубна
Крістіан Ігнат народився у столиці Молдови — місті Кишинів. Але займатися футболом почав у румунських клубах Бухареста. У 2019 році він приєднався до молодіжної команди столичного «Рапіда».
Перед сезоном 2020/21 Ігната внесли в заявку першої команди «Рапіда». Першу гру в основі футболіст провів 21 лютого 2021 року в турнірі Ліги II чемпіонату Румунії. За результатами того сезону «Рапід» вийшов до вищого дивізіону чемпіонату Румунії. Але першу гру в еліті Ігнат провів уже в наступному сезоні — 14 грудня 2022 року, коли вийшов на заміну в матчі проти «Петролула».
Сезон 2023/24 Ігнат на правах оренди провів у клубі другого дивізіону «Міовень». Влітку 2024 року захисник повернувся до «Рапіда», де зайняв постійне місце в основі.

### Збірна
У 2019 році Крістіан Ігнат провів чотири матчі у складі юнацької збірної Молдови (U-17). Згодом він виступав за юнацькі збірні Румунії. З 2023 року Ігнат є гравцем молодіжної збірної Румунії.